# Liste estnisch-portugiesischer Städte- und Gemeindepartnerschaften
Diese Liste estnisch-portugiesischer Städte- und Gemeindepartnerschaften führt die Städte- und Gemeindefreundschaften zwischen den Ländern Estland und Portugal auf (Stand zum Datenbank-Abruf vom 16. Mai 2020).
Im Rahmen der Europäischen Integration gingen das estnische Haapsalu und das portugiesische Fundão nach dem EU-Beitritt Estlands 2004 noch im gleichen Jahr eine erste Städtepartnerschaft ein, im Rahmen europäischer Initiativen kamen noch 2004 zwei weitere dazu.

## Liste der Städtepartnerschaften und -freundschaften
| Estnischer Ort | Portugiesischer Ort | Seit | Anmerkung                                           |
| -------------- | ------------------- | ---- | --------------------------------------------------- |
| Põlva          | Samuel              | 2004 | im Rahmen der European Charter – Villages of Europe |
| Türi           | Sesimbra            | 2004 | im Rahmen der Douzelage                             |
| Haapsalu       | Fundão              | 2004 |                                                     |